# Thomas Longosiwa
Thomas Pkemei Longosiwa (Kapchila, 14 gennaio 1988) è un mezzofondista keniota.

## Progressione

### 3000 metri piani
| Stagione | Tempo   | Luogo       | Data      | Rank. Mond. |
| -------- | ------- | ----------- | --------- | ----------- |
| 2014     | 7'35"28 | Rieti       | 7-9-2014  | 3º          |
| 2013     | 7'32"01 | Doha        | 10-5-2013 | 2º          |
| 2012     | 7'33"68 | Doha        | 11-5-2012 | 6º          |
| 2011     | 7'32"71 | Rieti       | 10-9-2011 | 9º          |
| 2010     | 7'33"89 | Berlino     | 22-8-2010 | 9º          |
| 2009     | 7'30"09 | Doha        | 8-5-2009  | 3º          |
| 2008     | 7'51"92 | Saint-Denis | 18-7-2008 | 6º          |
| 2007     | 7'32"79 | Rieti       | 9-9-2007  | 4º          |

### 5000 metri piani
| Stagione | Tempo    | Luogo       | Data      | Rank. Mond. |
| -------- | -------- | ----------- | --------- | ----------- |
| 2014     | 12'56"16 | Stoccolma   | 21-8-2014 | 2º          |
| 2013     | 12'59"81 | Monaco      | 19-7-2013 | 7º          |
| 2012     | 12'49"04 | Saint-Denis | 6-7-2012  | 5º          |
| 2011     | 12'56"08 | Monaco      | 22-7-2011 | 7º          |
| 2010     | 13'05"60 | Stoccolma   | 6-8-2010  | 30º         |
| 2009     | 13'03"43 | Berlino     | 14-6-2009 | 22º         |
| 2008     | 13'14"36 | Hengelo     | 24-5-2008 | 53º         |
| 2007     | 12'51"95 | Bruxelles   | 14-9-2007 | 6º          |
| 2006     | 13'35"3  | Nairobi     | 16-6-2006 | 143º        |

## Palmarès
| Anno | Manifestazione     | Sede        | Evento         | Risultato | Prestazione | Note |
| ---- | ------------------ | ----------- | -------------- | --------- | ----------- | ---- |
| 2006 | Mondiali di cross  | Fukuoka     | Corsa juniores | dq        | dq          |      |
| 2007 | Giochi panafricani | Algeri      | 5000 m piani   | 6º        | 13'17"48    |      |
| 2008 | Giochi olimpici    | Pechino     | 5000 m piani   | 12º       | 13'31"34    |      |
| 2011 | Mondiali           | Taegu       | 5000 m piani   | 6º        | 13'26"73    |      |
| 2012 | Giochi olimpici    | Londra      | 5000 m piani   | Bronzo    | 13'42"36    |      |
| 2013 | Mondiali           | Mosca       | 5000 m piani   | 4º        | 13'27"67    |      |
| 2015 | Giochi panafricani | Brazzaville | 5000 m piani   | Bronzo    | 13'22"72    |      |

## Campionati nazionali
2004
- 6º ai campionati kenioti juniores, 10000 m piani - 28'54"6 m a

2007
- Oro ai campionati kenioti, 5000 m piani - 13'49"6 m a
- 5º ai campionati kenioti di corsa campestre - 37'25"

2009
- 4º ai campionati kenioti, 5000 m piani - 13'50"2 m a

2010
- 7º ai campionati kenioti, 5000 m piani - 13'40"23 a

2011
- Argento ai campionati kenioti, 5000 m piani - 13'22"89 a

## Altre competizioni internazionali
2004
- Bronzo alla Wareng Road Race ( Eldoret) - 27'56"
- Oro alla Standard Chartered Nairobi International 10 km ( Nairobi) - 30'38"
- Bronzo alla Sant Silvestre Barcelonesa ( Barcellona) - 29'00"

2005
- Oro al Circuito Città di Molinella ( Molinella) - 28'40"

2007
- 5º alla World Athletics Final ( Stoccarda), 3000 m piani - 7'50"62
- 8º alla World Athletics Final ( Stoccarda), 5000 m piani - 13'42"39
- Bronzo al DN Galan ( Stoccolma), 3000 m - 7'35"64

2008
- 4º alla Cinque Mulini ( San Vittore Olona) - 32'26"
- Argento al Cross Internacional de San Sebastián ( San Sebastián) - 29'51"

2009
- 10º alla World Athletics Final ( Salonicco), 3000 m piani - 8'07"63
- Argento al Cross della Vallagarina ( Villa Lagarina) - 25'26"
- 4º al Cross di Alà dei Sardi ( Alà dei Sardi) - 34'11"

2011
- Bronzo al Memorial Peppe Greco ( Scicli) - 28'45"
- 4º alla Course des As Renault Hommes ( Rennes) - 28'42"
- Oro al Cross della Vallagarina ( Villa Lagarina) - 26'06"

2012
- Argento al Giro Media Blenio ( Dongio) - 28'34"
- Argento al Giro podistico internazionale di Castelbuono ( Castelbuono) - 30'12"
- Bronzo al Giro al Sas ( Trento) - 28'48"
- Oro alla Cinque Mulini ( San Vittore Olona) - 30'04"
- Bronzo al Cross di Alà dei Sardi ( Alà dei Sardi) - 32'52"

2013
- 4º al Giro Media Blenio ( Dongio) - 28'44"
- Argento al Memorial Peppe Greco ( Scicli) - 29'22"
- 5º al Giro al Sas ( Trento) - 29'23"
- Oro alla Volata Napola-Mokarta ( Napoli) - 30'43"

2014
- Argento al Giro Media Blenio ( Dongio) - 28'17"
- Argento al Giro al Sas ( Trento) - 29'07"
- 4º alla BOclassic ( Bolzano) - 29'22"

2015
- Bronzo al Giro al Sas ( Trento) - 29'14"
- 7º alla BOclassic ( Bolzano) - 29'25"
- 13º alla World's Best 10 km ( San Juan) - 30'25"
- 7º al Cross de Atapuerca ( Atapuerca) - 25'31"
- 8º al Great Edinburgh Crosscountry ( Edimburgo) - 12'45"

2016
- Bronzo allo Shanghai Golden Grand Prix ( Shanghai), 5000 m - 13'01"96
- 4º alla BOclassic ( Bolzano) - 29'00"
- 4º al Campaccio ( San Giorgio su Legnano) - 29'03"
- 11º al Cross de Atapuerca ( Atapuerca) - 25'42"

2017
- 6º al Giro al Sas ( Trento) - 29'42"
- Argento alla UAE Healthy Kidney 10 km ( New York) - 28'21"
- 4º alla World's Best 10 km ( San Juan) - 28'37"